# Cadre-71/2-Europameisterschaft 2009

Logo CEB (ausrichtender Verband)

Die Cadre-71/2-Europameisterschaft 2009 war das 55. Turnier in dieser Disziplin des Karambolagebillards und fand vom 9. bis zum 13. September 2008 in Herten statt. Es war die sechste Cadre-71/2-Europameisterschaft in Deutschland.

## Geschichte
Zum ersten Mal seit 1965 in Spa (Belgien) wurde mit Esteve Mata wieder ein Spanier Europameister im Cadre 71/2. Mata zeigte große Nervenstärke im Halbfinale und im Finale. Beide Matches konnte er in der Verlängerung für sich entscheiden. Der Tscheche Marek Faus wurde wie im Vorjahr Zweiter. Wieder einmal die beste Turnierleistung lieferte der Belgier Patrick Niessen ab. Er spielte mit 64,28 den mit Abstand besten GD des Turniers, wurde aber zusammen mit Peter Volleberg nur Dritter. Den Heimvorteil konnten in Herten die deutschen Spieler nicht ausnutzen. Der Beste war Thomas Nockemann, der Platz zehn belegte.

## Turniermodus
Gespielt wurde eine Qualifikation mit 12 Akteuren, wovon sich sieben Spieler für das Hauptturnier qualifizieren konnten. Hier wurden acht Gruppen à 4 Spieler gebildet. Die beiden Gruppenersten qualifizierten sich für das Achtelfinale. Danach wurde im KO-System der Sieger ermittelt. Die Partiedistanz betrug 150 Punkte in der Qualifikation, 200 Punkte in der Gruppenphase und 250 Punkte in der KO-Phase.
1. MP = Matchpunkte
2. GD = Generaldurchschnitt
3. HS = Höchstserie

## Qualifikation
| 1 | René Tull        | 4:0 | 300 | 9  | 33,33 | 50,00 | 124  |
| 2 | Peter Vandeloo   | 2:2 | 168 | 17 | 09,88 | 10,71 | 0 21 |
| 3 | Christian Jansen | 0:4 | 91  | 20 | 04,55 | –     | 0 22 |

| 1 | Micha van Bochem | 4:0 | 300 | 23 | 13,04 | 18,75 | 063  |
| 2 | Dirk Dröge       | 2:2 | 221 | 29 | 07,62 | 10,71 | 0 35 |
| 3 | Milan Racek      | 0:4 | 140 | 22 | 06,36 | –     | 0 28 |

| 1 | Raymon Gielens   | 4:0 | 300 | 38 | 07,89  | 08,82 | 066 |
| 2 | Ronny Mathysen   | 2:2 | 285 | 36 | 07,91  | 07,89 | 090 |
| 3 | Jan Jordy Kruijf | 0:4 | 67  | 40 | 0 1,67 | –     | 010 |

| 1 | Robin Jonker        | 4:0 | 300 | 16 | 18,75 | 18,75 | 0 63 |
| 2 | Arnd Riedel         | 2:2 | 199 | 23 | 8,65  | 10,00 | 0 40 |
| 3 | Willem van Deventer | 0:4 | 152 | 23 | 06,60 | –     | 0 28 |

## Hauptturnier

### Gruppenphase
| MP    | Match Points (Sieger = 2; Unentschieden = 1; Verlierer = 0) |
| Pkte. | Erzielte Karambolagen                                       |
| Aufn. | Benötigte Versuche                                          |
| GD    | Generaldurchschnitt                                         |
| BED   | Bester Einzeldurchschnitt eines Spielers                    |
| HS    | Höchstserie                                                 |
|       | Bester GD des Turniers                                      |
|       | Bester ED des Turniers                                      |
|       | Beste HS des Turniers                                       |
|       | 1. Platz (Gold)                                             |
|       | 2. Platz (Silber)                                           |
|       | 3. Platz (Bronze)                                           |

| Abschlusstabelle Gruppe A | Abschlusstabelle Gruppe A | Abschlusstabelle Gruppe A | Abschlusstabelle Gruppe A | Abschlusstabelle Gruppe A | Abschlusstabelle Gruppe A | Abschlusstabelle Gruppe A | Abschlusstabelle Gruppe A |
| Platz                     | Name                      | MP                        | Pkt.                      | Aufn.                     | GD                        | BED                       | HS                        |
| ------------------------- | ------------------------- | ------------------------- | ------------------------- | ------------------------- | ------------------------- | ------------------------- | ------------------------- |
| 1                         | Henri Tilleman            | 6:0                       | 600                       | 24                        | 25,00                     | 40,00                     | 128                       |
| 2                         | Sven Daske                | 4:2                       | 531                       | 30                        | 17,70                     | 18,18                     | 80                        |
| 3                         | Janis Ziogas              | 2:4                       | 406                       | 20                        | 20,30                     | 50,00                     | 149                       |
| 4                         | Ronny Mathysen            | 0:6                       | 323                       | 32                        | 10,09                     | –                         | 108                       |

| Abschlusstabelle Gruppe B | Abschlusstabelle Gruppe B | Abschlusstabelle Gruppe B | Abschlusstabelle Gruppe B | Abschlusstabelle Gruppe B | Abschlusstabelle Gruppe B | Abschlusstabelle Gruppe B | Abschlusstabelle Gruppe B |
| Platz                     | Name                      | MP                        | Pkt.                      | Aufn.                     | GD                        | BED                       | HS                        |
| ------------------------- | ------------------------- | ------------------------- | ------------------------- | ------------------------- | ------------------------- | ------------------------- | ------------------------- |
| 1                         | Esteve Mata               | 5:1                       | 600                       | 23                        | 26,08                     | 33,33                     | 127                       |
| 2                         | Marek Faus                | 4:2                       | 542                       | 21                        | 25,80                     | 40,00                     | 132                       |
| 3                         | Dennis Timmers            | 2:4                       | 334                       | 21                        | 15,90                     | 100,00                    | 200                       |
| 4                         | Arnd Riedel               | 1:5                       | 259                       | 15                        | 17,26                     | 25,00                     | 106                       |

| Abschlusstabelle Gruppe C | Abschlusstabelle Gruppe C | Abschlusstabelle Gruppe C | Abschlusstabelle Gruppe C | Abschlusstabelle Gruppe C | Abschlusstabelle Gruppe C | Abschlusstabelle Gruppe C | Abschlusstabelle Gruppe C |
| Platz                     | Name                      | MP                        | Pkt.                      | Aufn.                     | GD                        | BED                       | HS                        |
| ------------------------- | ------------------------- | ------------------------- | ------------------------- | ------------------------- | ------------------------- | ------------------------- | ------------------------- |
| 1                         | Thomas Nockemann          | 6:0                       | 600                       | 27                        | 22,22                     | 66,66                     | 112                       |
| 2                         | Ad Klijn                  | 4:2                       | 586                       | 32                        | 18,13                     | 40,00                     | 103                       |
| 3                         | Xavier Gretillat          | 2:4                       | 544                       | 19                        | 28,63                     | 50,00                     | 138                       |
| 4                         | Raymon Gielens            | 0:6                       | 268                       | 20                        | 13,40                     | –                         | 37                        |

| Abschlusstabelle Gruppe D | Abschlusstabelle Gruppe D | Abschlusstabelle Gruppe D | Abschlusstabelle Gruppe D | Abschlusstabelle Gruppe D | Abschlusstabelle Gruppe D | Abschlusstabelle Gruppe D | Abschlusstabelle Gruppe D |
| Platz                     | Name                      | MP                        | Pkt.                      | Aufn.                     | GD                        | BED                       | HS                        |
| ------------------------- | ------------------------- | ------------------------- | ------------------------- | ------------------------- | ------------------------- | ------------------------- | ------------------------- |
| 1                         | Michel van Silfhout       | 6:0                       | 600                       | 19                        | 31,57                     | 40,00                     | 145                       |
| 2                         | Raúl Cuenca               | 4:2                       | 485                       | 24                        | 20,20                     | 28,57                     | 93                        |
| 3                         | Koen Workel               | 2:4                       | 323                       | 25                        | 12,92                     | 15,38                     | 86                        |
| 4                         | Peter Vandeloo            | 0:6                       | 323                       | 28                        | 11,53                     | –                         | 79                        |

| Abschlusstabelle Gruppe E | Abschlusstabelle Gruppe E | Abschlusstabelle Gruppe E | Abschlusstabelle Gruppe E | Abschlusstabelle Gruppe E | Abschlusstabelle Gruppe E | Abschlusstabelle Gruppe E | Abschlusstabelle Gruppe E |
| Platz                     | Name                      | MP                        | Pkt.                      | Aufn.                     | GD                        | BED                       | HS                        |
| ------------------------- | ------------------------- | ------------------------- | ------------------------- | ------------------------- | ------------------------- | ------------------------- | ------------------------- |
| 1                         | Mikael Devogelaere        | 5:1                       | 600                       | 22                        | 27,27                     | 50,00                     | 155                       |
| 2                         | Micha van Bochem          | 4:2                       | 469                       | 30                        | 15,62                     | 20,00                     | 74                        |
| 3                         | Raymund Swertz            | 3:3                       | 592                       | 26                        | 22,76                     | 50,00                     | 99                        |
| 4                         | Laurent Guénet            | 0:6                       | 460                       | 30                        | 15,33                     | –                         | 72                        |

| Abschlusstabelle Gruppe F | Abschlusstabelle Gruppe F | Abschlusstabelle Gruppe F | Abschlusstabelle Gruppe F | Abschlusstabelle Gruppe F | Abschlusstabelle Gruppe F | Abschlusstabelle Gruppe F | Abschlusstabelle Gruppe F |
| Platz                     | Name                      | MP                        | Pkt.                      | Aufn.                     | GD                        | BED                       | HS                        |
| ------------------------- | ------------------------- | ------------------------- | ------------------------- | ------------------------- | ------------------------- | ------------------------- | ------------------------- |
| 1                         | Patrick Niessen           | 6:0                       | 600                       | 10                        | 60,00                     | 100,00                    | 199                       |
| 2                         | Pavel Böhm                | 4:2                       | 469                       | 17                        | 27,58                     | 66,66                     | 156                       |
| 3                         | Patrick Dupont            | 2:4                       | 432                       | 16                        | 27,00                     | 40,00                     | 133                       |
| 4                         | Robin Jonker              | 0:6                       | 191                       | 11                        | 17,36                     | –                         | 79                        |

| Abschlusstabelle Gruppe G | Abschlusstabelle Gruppe G | Abschlusstabelle Gruppe G | Abschlusstabelle Gruppe G | Abschlusstabelle Gruppe G | Abschlusstabelle Gruppe G | Abschlusstabelle Gruppe G | Abschlusstabelle Gruppe G |
| Platz                     | Name                      | MP                        | Pkt.                      | Aufn.                     | GD                        | BED                       | HS                        |
| ------------------------- | ------------------------- | ------------------------- | ------------------------- | ------------------------- | ------------------------- | ------------------------- | ------------------------- |
| 1                         | Jean Francois Florent     | 6:0                       | 600                       | 19                        | 31,57                     | 100,00                    | 163                       |
| 2                         | Harrie van den Boogaard   | 4:2                       | 488                       | 15                        | 32,53                     | 40,00                     | 126                       |
| 3                         | René Tull                 | 2:4                       | 483                       | 26                        | 18,57                     | 20,00                     | 60                        |
| 4                         | David Jacquet             | 0:6                       | 357                       | 24                        | 14,87                     | –                         | 92                        |

| Abschlusstabelle Gruppe H | Abschlusstabelle Gruppe H | Abschlusstabelle Gruppe H | Abschlusstabelle Gruppe H | Abschlusstabelle Gruppe H | Abschlusstabelle Gruppe H | Abschlusstabelle Gruppe H | Abschlusstabelle Gruppe H |
| Platz                     | Name                      | MP                        | Pkt.                      | Aufn.                     | GD                        | BED                       | HS                        |
| ------------------------- | ------------------------- | ------------------------- | ------------------------- | ------------------------- | ------------------------- | ------------------------- | ------------------------- |
| 1                         | Johann Petit              | 6:0                       | 600                       | 19                        | 31,57                     | 50,00                     | 127                       |
| 2                         | Peter Volleberg           | 4:2                       | 457                       | 24                        | 19,04                     | 22,22                     | 72                        |
| 3                         | Matthias Meske            | 2:4                       | 356                       | 22                        | 16,18                     | 25,00                     | 106                       |
| 4                         | Gerhard Huber             | 0:6                       | 187                       | 29                        | 6,44                      | –                         | 46                        |

### KO-Phase
|  | Achtelfinale            | Achtelfinale | Achtelfinale | Achtelfinale | Achtelfinale | Achtelfinale |                     |                       | Viertelfinale | Viertelfinale | Viertelfinale | Viertelfinale | Viertelfinale | Viertelfinale |      |       | Halbfinale | Halbfinale | Halbfinale | Halbfinale | Halbfinale | Halbfinale |  |  | Finale | Finale | Finale | Finale | Finale | Finale |
|  |                         |              |              |              |              |              |                     |                       |               |               |               |               |               |               |      |       |            |            |            |            |            |            |  |  |        |        |        |        |        |        |
|  |                         | MP           | Pkt.         | Aufn.        | ED           | HS           |                     |                       |               |               |               |               |               |               |      |       |            |            |            |            |            |            |  |  |        |        |        |        |        |        |
|  |                         | MP           | Pkt.         | Aufn.        | ED           | HS           |                     |                       |               |               |               |               |               |               |      |       |            |            |            |            |            |            |  |  |        |        |        |        |        |        |
|  | Patrick Niessen         | 2            | 250          | 3            | 83,33        | 164          |                     |                       |               |               |               |               |               |               |      |       |            |            |            |            |            |            |  |  |        |        |        |        |        |        |
|  | Patrick Niessen         | 2            | 250          | 3            | 83,33        | 164          |                     | MP                    | Pkt.          | Aufn.         | ED            | HS            |               |               |      |       |            |            |            |            |            |            |  |  |        |        |        |        |        |        |
|  | Micha van Bochem        | 0            | 47           | 3            | 16,66        | 43           |                     | MP                    | Pkt.          | Aufn.         | ED            | HS            |               |               |      |       |            |            |            |            |            |            |  |  |        |        |        |        |        |        |
|  | Micha van Bochem        | 0            | 47           | 3            | 16,66        | 43           | Patrick Niessen     | 2                     | 250           | 2             | 125,00        | 204           |               |               |      |       |            |            |            |            |            |            |  |  |        |        |        |        |        |        |
|  |                         | MP           | Pkt.         | Aufn.        | ED           | HS           | Patrick Niessen     | 2                     | 250           | 2             | 125,00        | 204           |               |               |      |       |            |            |            |            |            |            |  |  |        |        |        |        |        |        |
|  |                         | MP           | Pkt.         | Aufn.        | ED           | HS           |                     | Jean Francois Florent | 0             | 3             | 2             | 1,50          | 3             |               |      |       |            |            |            |            |            |            |  |  |        |        |        |        |        |        |
|  | Jean Francois Florent   | 2            | 250          | 14           | 17,85        | 118          |                     | Jean Francois Florent | 0             | 3             | 2             | 1,50          | 3             |               |      |       |            |            |            |            |            |            |  |  |        |        |        |        |        |        |
|  | Jean Francois Florent   | 2            | 250          | 14           | 17,85        | 118          |                     |                       |               |               |               |               |               | MP            | Pkt. | Aufn. | ED         | HS         |            |            |            |            |  |  |        |        |        |        |        |        |
|  | Sven Daske              | 0            | 195          | 14           | 13,92        | 127          |                     |                       |               |               |               |               |               | MP            | Pkt. | Aufn. | ED         | HS         |            |            |            |            |  |  |        |        |        |        |        |        |
|  | Sven Daske              | 0            | 195          | 14           | 13,92        | 127          | Patrick Niessen     | 0                     | 250/1         | 6             | 41,66         | 128           |               |               |      |       |            |            |            |            |            |            |  |  |        |        |        |        |        |        |
|  |                         | MP           | Pkt.         | Aufn.        | ED           | HS           | Patrick Niessen     | 0                     | 250/1         | 6             | 41,66         | 128           |               |               |      |       |            |            |            |            |            |            |  |  |        |        |        |        |        |        |
|  |                         | MP           | Pkt.         | Aufn.        | ED           | HS           |                     | Esteve Mata           | 2             | 250/25        | 6             | 41,66         | 92            |               |      |       |            |            |            |            |            |            |  |  |        |        |        |        |        |        |
|  | Mikael Devogelaere      | 2            | 250          | 7            | 35,71        | 105          |                     | Esteve Mata           | 2             | 250/25        | 6             | 41,66         | 92            |               |      |       |            |            |            |            |            |            |  |  |        |        |        |        |        |        |
|  | Mikael Devogelaere      | 2            | 250          | 7            | 35,71        | 105          |                     | MP                    | Pkt.          | Aufn.         | ED            | HS            |               |               |      |       |            |            |            |            |            |            |  |  |        |        |        |        |        |        |
|  | Pavel Böhm              | 0            | 175          | 7            | 25,00        | 109          |                     | MP                    | Pkt.          | Aufn.         | ED            | HS            |               |               |      |       |            |            |            |            |            |            |  |  |        |        |        |        |        |        |
|  | Pavel Böhm              | 0            | 175          | 7            | 25,00        | 109          | Mikael Devogelaere  | 0                     | 92            | 5             | 18,40         | 66            |               |               |      |       |            |            |            |            |            |            |  |  |        |        |        |        |        |        |
|  |                         | MP           | Pkt.         | Aufn.        | ED           | HS           | Mikael Devogelaere  | 0                     | 92            | 5             | 18,40         | 66            |               |               |      |       |            |            |            |            |            |            |  |  |        |        |        |        |        |        |
|  |                         | MP           | Pkt.         | Aufn.        | ED           | HS           |                     | Esteve Mata           | 2             | 250           | 5             | 50,00         | 91            |               |      |       |            |            |            |            |            |            |  |  |        |        |        |        |        |        |
|  | Esteve Mata             | 2            | 250          | 7            | 35,71        | 75           |                     | Esteve Mata           | 2             | 250           | 5             | 50,00         | 91            |               |      |       |            |            |            |            |            |            |  |  |        |        |        |        |        |        |
|  | Esteve Mata             | 2            | 250          | 7            | 35,71        | 75           |                     |                       |               |               |               |               |               |               | MP   | Pkt.  | Aufn.      | ED         | HS         |            |            |            |  |  |        |        |        |        |        |        |
|  | Harrie van den Boogaard | 0            | 40           | 7            | 5,71         | 16           |                     |                       |               |               |               |               |               |               | MP   | Pkt.  | Aufn.      | ED         | HS         |            |            |            |  |  |        |        |        |        |        |        |
|  | Harrie van den Boogaard | 0            | 40           | 7            | 5,71         | 16           | Esteve Mata         | 2                     | 250/25        | 6             | 41,66         | 122           |               |               |      |       |            |            |            |            |            |            |  |  |        |        |        |        |        |        |
|  |                         | MP           | Pkt.         | Aufn.        | ED           | HS           | Esteve Mata         | 2                     | 250/25        | 6             | 41,66         | 122           |               |               |      |       |            |            |            |            |            |            |  |  |        |        |        |        |        |        |
|  |                         | MP           | Pkt.         | Aufn.        | ED           | HS           |                     | Marek Faus            | 0             | 250/0         | 6             | 41,66         | 112           |               |      |       |            |            |            |            |            |            |  |  |        |        |        |        |        |        |
|  | Michel van Silfhout     | 2            | 250          | 6            | 41,66        | 107          |                     | Marek Faus            | 0             | 250/0         | 6             | 41,66         | 112           |               |      |       |            |            |            |            |            |            |  |  |        |        |        |        |        |        |
|  | Michel van Silfhout     | 2            | 250          | 6            | 41,66        | 107          |                     | MP                    | Pkt.          | Aufn.         | ED            | HS            |               |               |      |       |            |            |            |            |            |            |  |  |        |        |        |        |        |        |
|  | Ad Klijn                | 0            | 34           | 6            | 5,66         | 20           |                     | MP                    | Pkt.          | Aufn.         | ED            | HS            |               |               |      |       |            |            |            |            |            |            |  |  |        |        |        |        |        |        |
|  | Ad Klijn                | 0            | 34           | 6            | 5,66         | 20           | Michel van Silfhout | 0                     | 100           | 4             | 25,00         | 54            |               |               |      |       |            |            |            |            |            |            |  |  |        |        |        |        |        |        |
|  |                         | MP           | Pkt.         | Aufn.        | ED           | HS           | Michel van Silfhout | 0                     | 100           | 4             | 25,00         | 54            |               |               |      |       |            |            |            |            |            |            |  |  |        |        |        |        |        |        |
|  |                         | MP           | Pkt.         | Aufn.        | ED           | HS           |                     | Marek Faus            | 2             | 250           | 4             | 62,50         | 206           |               |      |       |            |            |            |            |            |            |  |  |        |        |        |        |        |        |
|  | Thomas Nockemann        | 0            | 147          | 8            | 18,73        | 55           |                     | Marek Faus            | 2             | 250           | 4             | 62,50         | 206           |               |      |       |            |            |            |            |            |            |  |  |        |        |        |        |        |        |
|  | Thomas Nockemann        | 0            | 147          | 8            | 18,73        | 55           |                     |                       |               |               |               |               |               | MP            | Pkt. | Aufn. | ED         | HS         |            |            |            |            |  |  |        |        |        |        |        |        |
|  | Marek Faus              | 2            | 250          | 8            | 31,25        | 101          |                     |                       |               |               |               |               |               | MP            | Pkt. | Aufn. | ED         | HS         |            |            |            |            |  |  |        |        |        |        |        |        |
|  | Marek Faus              | 2            | 250          | 8            | 31,25        | 101          | Marek Faus          | 2                     | 250           | 4             | 62,50         | 181           |               |               |      |       |            |            |            |            |            |            |  |  |        |        |        |        |        |        |
|  |                         | MP           | Pkt.         | Aufn.        | ED           | HS           | Marek Faus          | 2                     | 250           | 4             | 62,50         | 181           |               |               |      |       |            |            |            |            |            |            |  |  |        |        |        |        |        |        |
|  |                         | MP           | Pkt.         | Aufn.        | ED           | HS           |                     | Peter Volleberg       | 0             | 224           | 4             | 56,00         | 95            |               |      |       |            |            |            |            |            |            |  |  |        |        |        |        |        |        |
|  | Henri Tilleman          | 2            | 250          | 3            | 83,33        | 153          |                     | Peter Volleberg       | 0             | 224           | 4             | 56,00         | 95            |               |      |       |            |            |            |            |            |            |  |  |        |        |        |        |        |        |
|  | Henri Tilleman          | 2            | 250          | 3            | 83,33        | 153          |                     | MP                    | Pkt.          | Aufn.         | ED            | HS            |               |               |      |       |            |            |            |            |            |            |  |  |        |        |        |        |        |        |
|  | Raúl Cuenca             | 0            | 5            | 3            | 1,66         | 4            |                     | MP                    | Pkt.          | Aufn.         | ED            | HS            |               |               |      |       |            |            |            |            |            |            |  |  |        |        |        |        |        |        |
|  | Raúl Cuenca             | 0            | 5            | 3            | 1,66         | 4            | Henri Tilleman      | 0                     | 123           | 4             | 30,75         | 60            |               |               |      |       |            |            |            |            |            |            |  |  |        |        |        |        |        |        |
|  |                         | MP           | Pkt.         | Aufn.        | ED           | HS           | Henri Tilleman      | 0                     | 123           | 4             | 30,75         | 60            |               |               |      |       |            |            |            |            |            |            |  |  |        |        |        |        |        |        |
|  |                         | MP           | Pkt.         | Aufn.        | ED           | HS           |                     | Peter Volleberg       | 2             | 250           | 4             | 62,50         | 138           |               |      |       |            |            |            |            |            |            |  |  |        |        |        |        |        |        |
|  | Johann Petit            | 0            | 194          | 9            | 21,55        | 71           |                     | Peter Volleberg       | 2             | 250           | 4             | 62,50         | 138           |               |      |       |            |            |            |            |            |            |  |  |        |        |        |        |        |        |
|  | Johann Petit            | 0            | 194          | 9            | 21,55        | 71           |                     |                       |               |               |               |               |               |               |      |       |            |            |            |            |            |            |  |  |        |        |        |        |        |        |
|  | Peter Volleberg         | 2            | 250          | 9            | 27,77        | 86           |                     |                       |               |               |               |               |               |               |      |       |            |            |            |            |            |            |  |  |        |        |        |        |        |        |
|  | Peter Volleberg         | 2            | 250          | 9            | 27,77        | 86           |                     |                       |               |               |               |               |               |               |      |       |            |            |            |            |            |            |  |  |        |        |        |        |        |        |

## Abschlusstabelle
| MP    | Match Points (Sieger = 2; Unentschieden = 1; Verlierer = 0) |
| Pkte. | Erzielte Karambolagen                                       |
| Aufn. | Benötigte Versuche                                          |
| GD    | Generaldurchschnitt                                         |
| BED   | Bester Einzeldurchschnitt eines Spielers                    |
| HS    | Höchstserie                                                 |
|       | Bester GD des Turniers                                      |
|       | Bester ED des Turniers                                      |
|       | Beste HS des Turniers                                       |
|       | 1. Platz (Gold)                                             |
|       | 2. Platz (Silber)                                           |
|       | 3. Platz (Bronze)                                           |

| Phase                                | Platz | Name                    | MP   | Pkt. | Aufn. | GD    | BED    | HS  |
| ------------------------------------ | ----- | ----------------------- | ---- | ---- | ----- | ----- | ------ | --- |
| Finale                               | 1     | Esteve Mata             | 13:1 | 1600 | 47    | 34,04 | 50,00  | 127 |
| Finale                               | 2     | Marek Faus              | 10:4 | 1542 | 43    | 35,86 | 62,50  | 206 |
| Halb- finale                         | 3     | Patrick Niessen         | 10:2 | 1350 | 21    | 64,28 | 125,00 | 204 |
| Halb- finale                         | 3     | Peter Volleberg         | 8:4  | 1181 | 41    | 28,80 | 62,50  | 138 |
| Viertel- finale                      | 5     | Michel van Silfhout     | 8:2  | 950  | 29    | 32,57 | 41,66  | 145 |
| Viertel- finale                      | 6     | Henri Tilleman          | 8:2  | 973  | 31    | 31,38 | 83,33  | 153 |
| Viertel- finale                      | 7     | Jean Francois Florent   | 8:2  | 853  | 35    | 24,37 | 100,00 | 163 |
| Viertel- finale                      | 8     | Mikael Devogelaere      | 7:3  | 942  | 34    | 27,70 | 50,00  | 155 |
| Achtel- finale                       | 9     | Johann Petit            | 6:2  | 794  | 28    | 28,35 | 50,00  | 127 |
| Achtel- finale                       | 10    | Thomas Nockemann        | 6:2  | 747  | 35    | 21,34 | 66,66  | 112 |
| Achtel- finale                       | 11    | Pavel Böhm              | 4:4  | 644  | 24    | 26,83 | 66,66  | 156 |
| Achtel- finale                       | 12    | Harrie van den Boogaard | 4:4  | 528  | 22    | 24,00 | 50,00  | 126 |
| Achtel- finale                       | 13    | Raúl Cuenca             | 4:4  | 490  | 27    | 18,14 | 28,57  | 93  |
| Achtel- finale                       | 14    | Sven Daske              | 4:4  | 726  | 44    | 16,50 | 18,18  | 127 |
| Achtel- finale                       | 15    | Ad Klijn                | 4:4  | 620  | 38    | 16,31 | 40,00  | 103 |
| Achtel- finale                       | 16    | Micha van Bochem        | 4:4  | 516  | 33    | 15,63 | 20,00  | 74  |
| Gruppen- phase                       | 17    | Raymund Swertz          | 3:3  | 592  | 26    | 22,76 | 50,00  | 99  |
| Gruppen- phase                       | 18    | Xavier Gretillat        | 2:4  | 544  | 19    | 28,63 | 50,00  | 138 |
| Gruppen- phase                       | 19    | Patrick Dupont          | 2:4  | 432  | 16    | 27,00 | 40,00  | 133 |
| Gruppen- phase                       | 20    | Janis Ziogas            | 2:4  | 406  | 20    | 20,30 | 50,00  | 149 |
| Gruppen- phase                       | 21    | René Tull               | 2:4  | 483  | 26    | 18,57 | 20,00  | 60  |
| Gruppen- phase                       | 22    | Matthias Meske          | 2:4  | 356  | 22    | 16,18 | 25,00  | 106 |
| Gruppen- phase                       | 23    | Dennis Timmers          | 2:4  | 334  | 21    | 15,90 | 100,00 | 200 |
| Gruppen- phase                       | 24    | Koen Workel             | 2:4  | 323  | 25    | 12,92 | 15,38  | 86  |
| Gruppen- phase                       | 25    | Arnd Riedel             | 1:5  | 259  | 15    | 17,26 | 25,00  | 106 |
| Gruppen- phase                       | 26    | Robin Jonker            | 0:6  | 191  | 11    | 17,36 | –      | 79  |
| Gruppen- phase                       | 27    | Laurent Guénet          | 0:6  | 460  | 30    | 15,33 | –      | 72  |
| Gruppen- phase                       | 28    | David Jacquet           | 0:6  | 357  | 24    | 14,87 | –      | 92  |
| Gruppen- phase                       | 29    | Raymon Gielens          | 0:6  | 268  | 20    | 13,40 | –      | 37  |
| Gruppen- phase                       | 30    | Peter Vandeloo          | 0:6  | 323  | 28    | 11,53 | –      | 79  |
| Gruppen- phase                       | 31    | Ronny Mathysen          | 0:6  | 323  | 32    | 10,09 | –      | 108 |
| Gruppen- phase                       | 32    | Gerhard Huber           | 0:6  | 187  | 29    | 6,44  | –      | 46  |
| Turnierdurchschnitt: Endrunde: 19,14 |       |                         |      |      |       |       |        |     |